# محمد عبد الجواد القاياتي
محمد بن عبد الجواد بن عبد اللطيف القاياتي (1838 - 1902) فقيه شافعي وكاتب وشاعر مصري من أهل القرن التاسع عشر الميلادي. ولد في بلدة القايات تلقى تعليمه الأولي وحفظ القرآن فيها، ثم التحق بالأزهر حتى تخرّج فيه. شارك في الثورة العرابية 1880، ثم نفى إلى بلاد الشام سنة 1882. عاد منها عام 1885 وكتب «نفحة البشام في رحلة الشام». استقر في قريته حتى وفاته عن 64 عامًا. له عدة مؤلفات في الأدب والفقه.

## سيرته
ولد محمد بن عبد الجواد بن عبد اللطيف القاياتي سنة 1254 هـ/ 1838 م في بلدة القايات بصعيد من إيالة مصر العثمانية، ونشأ بها. تلقى علومه بالأزهر، وبعد تخرجه اشتغل بالتأليف والتدريس.

اشترك في الثورة العرابية سنة 1880، واعتقل وحبس في سجن المنيا، ثم صدر الأمر بإبعاده من مصر، وسافر إلى بلاد الشام سنة 1300 هـ/ 1882 م، عاد إلى مصر في سنة 1303 هـ/ 1885 م وسكن القاهرة، وكتب عن رحلته في كتاب «نفحة البشام في رحلة الشام».

توفي سنة 1320 هـ/ 1902 م في مسقط رأسه.

## أدبه
جاء في معجم البابطين عن شاعريته «نظم على البناء العمودي والتزم أغراضه المألوفة في زمنه: من استغاثة، ومديح، وتهنئة، ومدح، وتعزية، كما نظم في الإخوانيات، وعلى الرغم من التزامه بالمعنى الديني في كثير من شعره، نجد له نظمًا يظهر سماحته الدينية، فيمدح فيه أحد مسيحيي الشام ممن أقام معهم علاقات إنسانية في بيروت، وأثنى على حبه اقتناء الكتب وحرصه على العلوم والثقافة، وله ثلاثة أبيات طريفة تتضمن تورية موفقة، في مدح نجيب البستاني، نظمه حسن السبك، فخم التراكيب، قوي اللغة، واضح المعاني، قليل الخيال.» ومن مقدمه رحلته «نفحة البشام في رحلة الشام»:
 فزار بيروت وذكر عائلاتها القديمة، وصيدا، والقدس، وبيت لحم، والخليل، والناصرة، ودمشق، واتم كتابة النسخة المسودة في شهر ذو القعدة 1313/ أبريل 1896.

## آثاره
من مؤلفاته:
- «وسيلة الوصول في الفقه والتوحيد والأصول» أو «وسيلة المقاصد في الفقه والأصول والعقائد»، نظم في فقه الشافعية، 1888
- «غاية النشر في المقولات العشر»، نظم
- «خلاصة التحقيق في أفضلية الصديق»، 1900
- «نفحة البشام في رحلة الشام»، 1901
- «السنة والكتاب في التربية والحجاب»، 1901